# NGC 2463
NGC 2463 é uma galáxia elíptica (E) localizada na direcção da constelação de Lynx. Possui uma declinação de +56° 40' 37" e uma ascensão recta de 7 horas, 57 minutos e 12,2 segundos.
A galáxia NGC 2463 foi descoberta em 10 de Fevereiro de 1831 por John Herschel.